# Grup Sant Cugat
El Grup Sant Cugat és un conjunt d'edificis residencials a Salt (Gironès) inclosos a l'Inventari del Patrimoni Arquitectònic de Catalunya.

## Descripció
És un conjunt d'habitatges de protecció oficial, construïts durant la primera meitat de la dècada dels anys 1950. Fou concebut com un paquet edificador, urbanitzat amb una certa autonomia de la resta de la trama urbana. S'estructura amb una plaça, que presenta una filera de porxos en un edifici lineal al centre del barri, que conté a les plantes baixes els serveis comercials.
La resta de construccions són cases unifamiliars entre mitgeres, agrupades en diverses fileres, amb jardins posteriors. En general les cases són estructurades en dues crugies. Les parets exteriors són arrebossades i pintades. Les cobertes són de teula àrab. Originàriament el pas per a cotxes en els carrers era més estret i ocupaven bona part de l'espai els arbres i parterres que foren tallats fa pocs anys.

## Història
El barri respon a la concepció de l'habitatge protegit, que des de la postguerra desenvoluparà a casa nostra l'administració pública, sobre tot la Obra sindical y del Hogar que propicià la construcció d'aquest barri.